# Józef Bareła
Józef Bareła (ur. 8 marca 1911 w Woli Malowanej, zm. w lutym 2007) – polski rolnik i działacz ludowy, poseł na Sejm PRL VII kadencji.

## Życiorys
Był synem Tomasza i Julianny z domu Brodziak. Ukończył szkołę podstawową.
W czasie kampanii wrześniowej w 1939 walczył jako kanonier w 5. baterii 7 Pułku Artylerii Lekkiej. 4 września 1939 w Złotym Potoku dostał się do niemieckiej niewoli. Do 26 sierpnia 1940 przebywał w Stalagu IV A Elsterhorst (nr jeńca 2280), a później (do marca 1945) był przymusowo zatrudniony w rolnictwie. Ożenił się z pochodzącą z Kijowa Aleksandrą, z którą w 1945 powrócił do Polski i zamieszkał w Ślubowie. Po wojnie był kierownikiem tamtejszej spółdzielni produkcyjnej (przez trzy lata), a także sołtysem. Od 1946 działał w Stronnictwie Ludowym, z którym w 1949 przystąpił do Zjednoczonego Stronnictwa Ludowego. Od 1947 był prezesem Powiatowego Związku Plantatorów Roślin Okopowych, a potem zasiadał w zarządzie Związku Wojewódzkiego Leszno. W latach 60., 70. i 80. otrzymywał nagrody za pracę na roli. Należał również do koła myśliwskiego „Dzik” w Wąsoszu i do ZBoWiD. Ponadto działał w Towarzystwie Przyjaźni Polsko-Radzieckiej i w Gminnej Spółdzielni „Samopomoc Chłopska”.
W latach 1963–1975 pełnił funkcję prezesa Powiatowego Komitetu ZSL w Górze Śląskiej. Zasiadał także w Wojewódzkim Komitecie partii we Wrocławiu oraz, w latach 1957–1961, w jej Naczelnym Komitecie. Potem był członkiem prezydium WK ZSL w Lesznie. Był przewodniczącym Gminnej Rady Narodowej w gminie Rudna. W latach 1966–1975 pełnił funkcję radnego Powiatowej Rady Narodowej w Górze Śląskiej, był też radnym Wojewódzkiej Rady Narodowej we Wrocławiu i Lesznie. W 1976 uzyskał mandat posła na Sejm PRL w okręgu Leszno. Zasiadał w Komisji Budownictwa i Przemysłu Materiałów Budowlanych oraz w Komisji Rolnictwa i Przemysłu Spożywczego.

## Ordery i odznaczenia
- Krzyż Oficerski Orderu Odrodzenia Polski
- Krzyż Kawalerski Orderu Odrodzenia Polski
- Złoty Krzyż Zasługi (1955)
- Brązowy Krzyż Zasługi
- Medal 10-lecia Polski Ludowej[2]
- Medal 30-lecia Polski Ludowej
- Odznaka 1000-lecia Państwa Polskiego
- Złota Odznaka „Zasłużony dla Dolnego Śląska”
- Medal Pamiątkowy XV-lecia Powrotu Ziemi Górowskiej do Macierzy
- Odznaka „Zasłużony dla Ziemi Górowskiej”
- Odznaka „Za Zasługi dla Województwa Leszczyńskiego”
- Medal Pamiątkowy 100-lecia Cukrowni w Górze
- Odznaka Wincentego Witosa
- Medal XXV-lecia Odzyskania Dolnego Śląska